# Islande aux Jeux olympiques de la jeunesse d'hiver de 2012
L'Islande a participé aux Jeux olympiques de la jeunesse d'hiver de 2012 à Innsbruck en Autriche du 13 au 22 janvier 2012. L'équipe islandaise était composée de trois athlètes dans deux sports.

## Résultats

### Ski alpin
L'Islande a qualifié un homme et une femme en ski alpin.
Homme
| Athlète         | Épreuve      | Finale          | Finale          | Finale          | Finale          |
| Athlète         | Épreuve      | Manche 1        | Manche 2        | Total           | Rang            |
| --------------- | ------------ | --------------- | --------------- | --------------- | --------------- |
| Jakob Bjarnason | Slalom       | Disqualifié     | Disqualifié     | Disqualifié     | Disqualifié     |
| Jakob Bjarnason | Slalom géant | N'a pas terminé | N'a pas terminé | N'a pas terminé | N'a pas terminé |
| Jakob Bjarnason | Super-G      |                 |                 | 1 min 07 s 07   | 19              |
| Jakob Bjarnason | Combiné      | 1 min 05 s 34   | N'a pas terminé | N'a pas terminé | N'a pas terminé |

Femme
| Athlète               | Épreuve      | Finale        | Finale        | Finale           | Finale           |
| Athlète               | Épreuve      | Manche 1      | Manche 2      | Total            | Rang             |
| --------------------- | ------------ | ------------- | ------------- | ---------------- | ---------------- |
| Helga Vilhjalmsdottir | Slalom       | 45 s 63       | 39 s 29       | 1 min 24 s 92    | 8                |
| Helga Vilhjalmsdottir | Slalom géant | 1 min 00 s 31 | 1 min 01 s 75 | 2 min 02 s 06    | 21               |
| Helga Vilhjalmsdottir | Super-G      |               |               | N'a pas terminée | N'a pas terminée |
| Helga Vilhjalmsdottir | Combiné      | 1 min 08 s 44 | 37 s 00       | 1 min 45 s 44    | 15               |

### Ski de fond
L'Islande a qualifié un homme en ski de fond.
Homme
| Athlète          | Épreuve      | Finale        | Finale |
| Athlète          | Épreuve      | Temps         | Rang   |
| ---------------- | ------------ | ------------- | ------ |
| Gunnar Birgisson | 10 km hommes | 35 min 06 s 8 | 38     |

Sprint
| Athlète          | Épreuve       | Qualification | Qualification | Quart de finale | Quart de finale | Demi-finale  | Demi-finale  | Finale       | Finale       |
| Athlète          | Épreuve       | Total         | Rang          | Total           | Rang            | Total        | Rang         | Total        | Rang         |
| ---------------- | ------------- | ------------- | ------------- | --------------- | --------------- | ------------ | ------------ | ------------ | ------------ |
| Gunnar Birgisson | Sprint hommes | 1 min 57 s 66 | 41            | Non qualifié    | Non qualifié    | Non qualifié | Non qualifié | Non qualifié | Non qualifié |